# Drusus

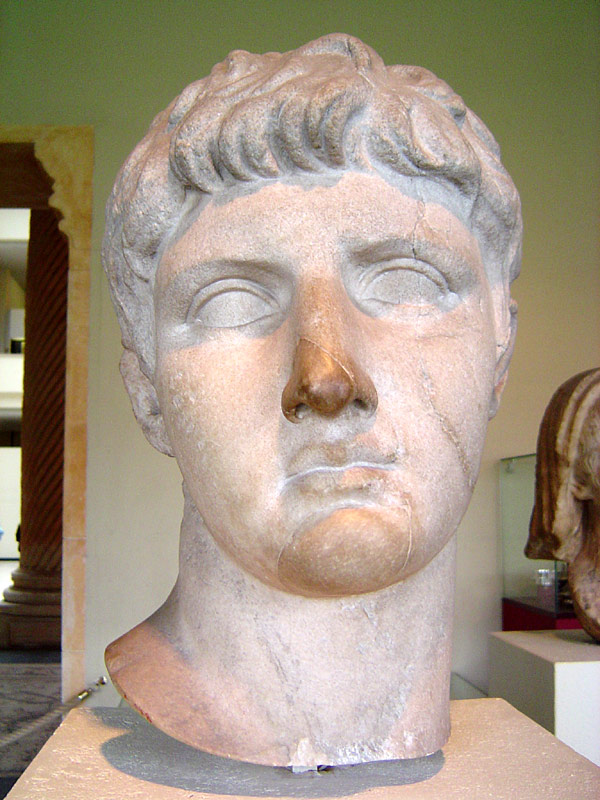
Büste des Drusus im Museum für Kunst und Geschichte (Jubelparkmuseum) in Brüssel

Nero Claudius Drusus Germanicus (* 14. Januar 38 v. Chr.; † 14. September 9 v. Chr.), auch der „ältere Drusus“ (lateinisch Drusus maior) oder nur Drusus genannt, war ein römischer Politiker und Heerführer sowie Stiefsohn des Kaisers Augustus.

## Leben

### Familie und frühe Karriere
Nero Claudius Drusus war ein Sohn der Livia, der Frau des Augustus, aus ihrer ersten Ehe mit Tiberius Claudius Nero. Sein älterer Bruder war der spätere Kaiser Tiberius.
Drusus war verheiratet mit Antonia Minor, einer Tochter von Marcus Antonius und Augustus’ Schwester Octavia. Seine Kinder waren Germanicus, Livilla und der spätere Kaiser Claudius.
Drusus wuchs im Haus des Augustus (den ein sicher unzutreffendes Gerücht zu seinem Vater machte) auf und begann wie sein Bruder schon in jungen Jahren eine politische und militärische Karriere. Im Jahr 15 v. Chr. führten die beiden Brüder einen Feldzug in Raetia, das zur römischen Provinz wurde. Ab 13 v. Chr. war Drusus Statthalter der drei gallischen Provinzen, wo er in Lugdunum, dem heutigen Lyon, 12 v. Chr. einen Altar für Roma und Augustus weihte.
Nach Sueton führte er ursprünglich das Praenomen Decimus. Dies wurde aber aus unbekannten Gründen später zu Nero geändert.

### Feldzüge gegen die Germanen (12 bis 9v.Chr.)

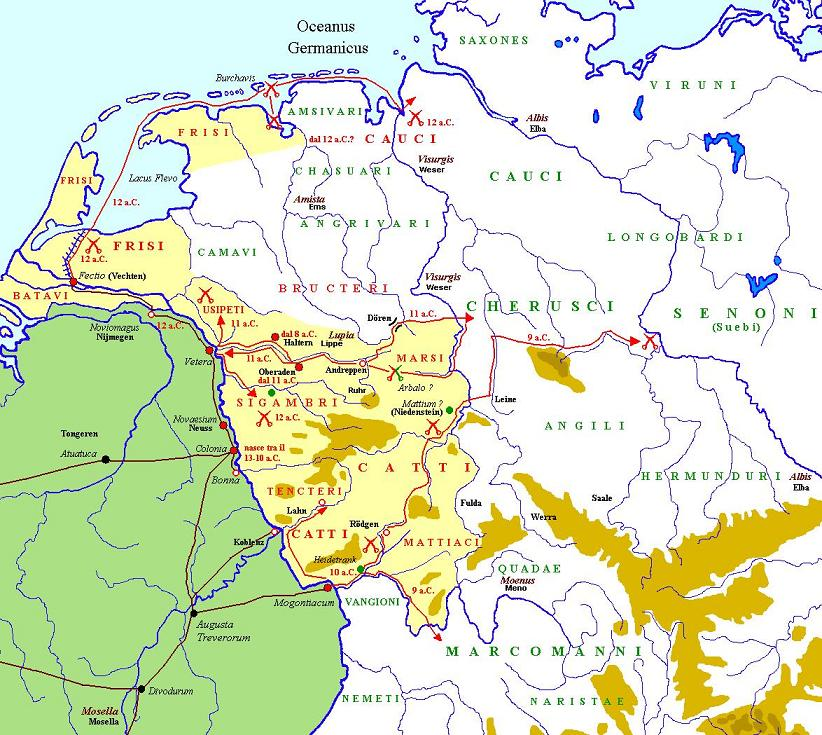
Feldzüge des Drusus in Germanien

Der Beginn der augusteischen Germanenkriege war zunächst auf einzelne, räumlich eng begrenzte Konflikte beschränkt, aus denen sich allmählich eine Folge schwerer Auseinandersetzungen entwickelte. Der erste der Drusus-Feldzüge (12–9 v. Chr.) diente auch der Erforschung der rechtsrheinischen Gebiete und der Beruhigung des Nordabschnitts der Grenze. Dabei stieß Drusus 12 v. Chr. bis zur Nordseeküste vor und legte einen Kanal vom Rhein zum IJsselmeer an, die fossa Drusiana.
Im folgenden Jahr (in dem er praetor urbanus war) kämpfte Drusus gegen die an der Lippe (Lupia) siedelnden Sugambrer und weitere Stämme. Er legte nach Aussage der Quellen zwei Lager im Inneren Germaniens an, von denen eins vermutlich mit dem archäologisch erforschten Legionslager von Bergkamen-Oberaden zu identifizieren ist. Auch am Rhein errichtete Drusus zahlreiche Lager, u. a. Neuss (Novaesium), Bonn und Mainz (Mogontiacum).
In dieser Phase wurde der Schutz Galliens und des römischen Reichsgebietes mittels militärischer und politischer Sicherung des rechtsrheinischen Raumes bis zur Elbe (Albis) angestrebt. Nachdem aber die westgermanischen Stämme befriedet worden waren, zogen sich die Römer weitgehend aus dem rechtsrheinischen Germanien wieder zurück, waren aber jederzeit wieder zur Offensive imstande.
10 v. Chr. bekämpfte Drusus die Chatten und kehrte zeitweilig nach Rom zurück, wo er 9 v. Chr. das Konsulat übernahm. Auch als Konsul setzte er den Krieg in Germanien fort.
Sein Heer erreichte im Gebiet der Cherusker ungefähr in der Gegend des späteren Magdeburg die Elbe, wo am Flussufer ein Monument errichtet wurde. Hier hatte der Konsul angeblich die Erscheinung einer riesenhaften Frau, die ihn durch eine unheilvolle Prophezeiung vom weiteren Vorrücken abbrachte. Auf dem Rückmarsch brach sich Drusus beim Sturz vom Pferd ein Bein und starb an den Folgen. Nach anderen Quellen erlitt er beim Sturz einen Schenkelbruch oder Beckenbruch. Tiberius eilte von Italien aus nach Germanien in jenes Sommerlager, das hinterher Castra Scelerata („Unglückslager“ bzw. „verfluchtes Lager“) genannt wurde, und brachte die Leiche seines Bruders nach Rom.
Über die Eroberungszüge des Drusus berichten die römischen Geschichtsschreiber Cassius Dio, Florus und Velleius Paterculus.

## Nach Drusus’ Tod

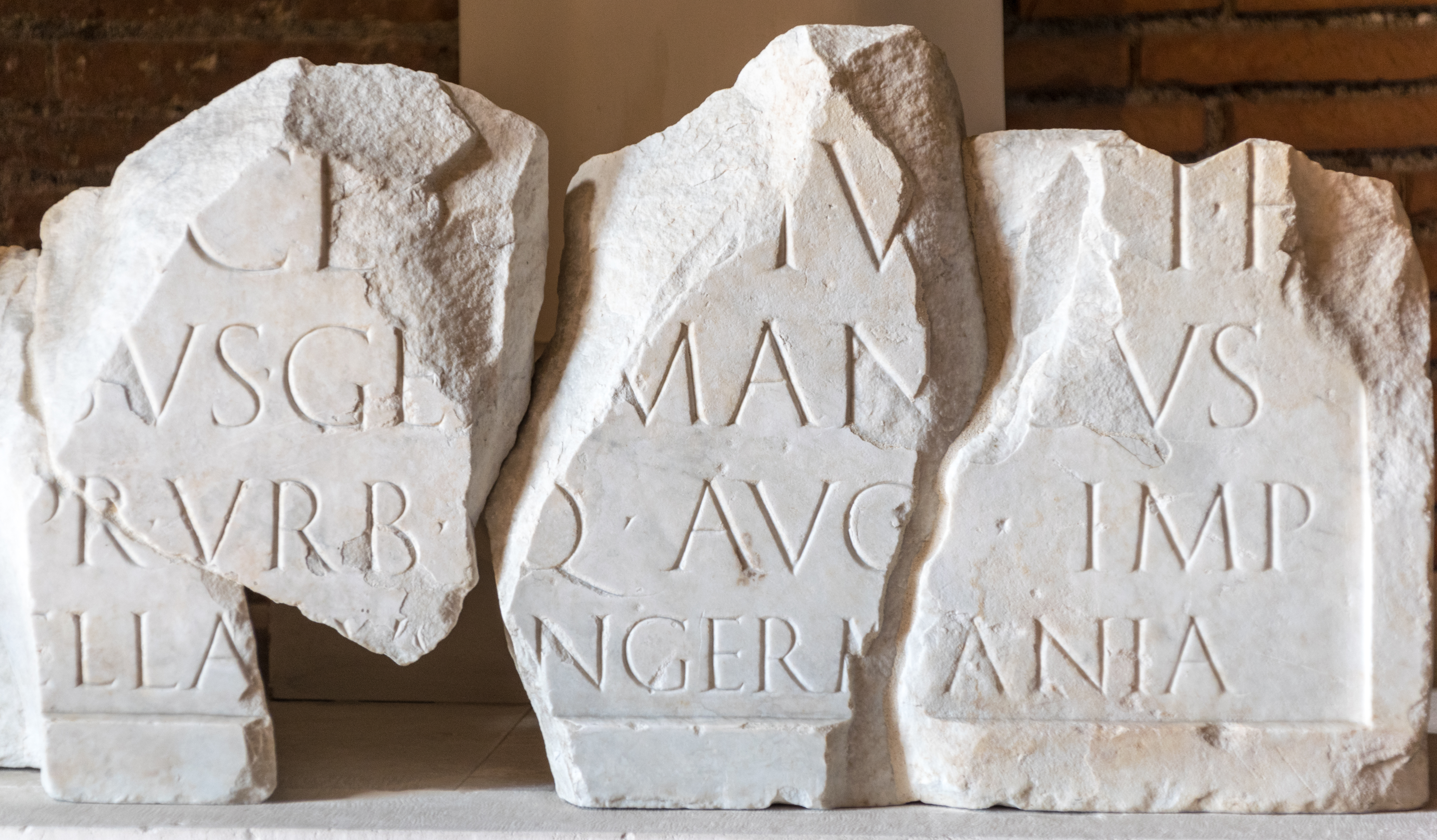
Fragmente einer Ehreninschrift des Nero Claudius Drusus, die zu einer Statuenbasis um das Jahr 2. v. Chr. gehörten (CIL 06, 40330)

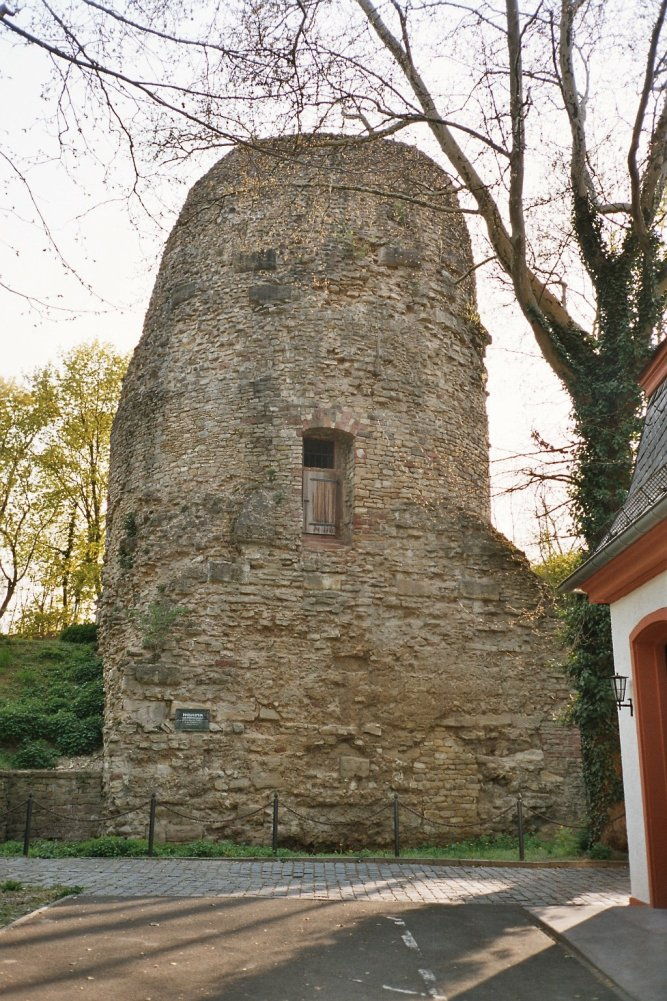
Der Drususstein als Kenotaph auf einer Bastion in der Mainzer Zitadelle

Der tote Drusus wurde mit zahlreichen Ehrungen versehen, unter anderem mit Leichenreden von Augustus und Tiberius, Lobdichtungen und Monumenten. Der „Drususstein“ in Mainz (damals: Mogontiacum) könnte der Überrest eines Kenotaphs für Drusus sein. Der ihm postum verliehene Ehrenname Germanicus vererbte sich auf seine Söhne Germanicus und Claudius.
Eine Straßenstation nahe dem heutigen Bozen, die Drusus passiert haben soll, wurde nach ihm Pons Drusi genannt.
Mit der Unterwerfung der Sugambrer und der Abwanderung der Markomannen waren 8 v. Chr. die Hauptgegner Roms aus dem Kräftespiel der germanischen Stämme zwischen Rhein und Elbe ausgeschieden. Die Markomannen bestanden zwar als Machtfaktor fort, aber nicht mehr im nahegelegenen Mainfranken, sondern im weiter entfernten Böhmen.
Trotz der Feldzüge des Drusus gerieten die wenigsten Germanenstämme wirklich unter dauerhafte Abhängigkeit von Rom. Nur selten und zumeist in direktem Zusammenhang mit den Kriegshandlungen wirkten sich diese Unterwerfungen aus.
Die römische Strategie war zugleich von Gallien und von Illyrien her angelegt, nicht – wie fälschlich angenommen – vom Alpenvorland. Es ging den Römern um die Sicherung des nordöstlichen Grenzsaumes gegen die kriegerischen Volksstämme Germaniens und Pannoniens, nicht aber um eine strategisch sinnvolle Verkürzung der Reichsgrenze. Erst 5 n. Chr. begann der Plan einer zu schaffenden Provinz Germanien Gestalt anzunehmen.
Seit Drusus schwankte die römische Germanienpolitik zwischen dem defensiven Ziel der Sicherung Galliens und dem offensiven Ziel der Durchdringung und festen Kontrolle des germanischen Vorfeldes. Da sich nur auf letztgenannte Weise militärischer Ruhm und politisches Prestige erlangen ließen, bot sie sich als die attraktivere Variante an.